# Margot Jolanthe Hemberger
Margot Jolanthe Hemberger (* 8. Dezember 1921 in Stuttgart; † 15. Mai 2016) war eine Loßburger Malerin und Bildhauerin und Trägerin der Verdienstmedaille des Landes Baden-Württemberg.

## Leben und Wirken
1940 beendete Hemberger die Höhere Fachhochschule für Graphisches Gewerbe und begann anschließend ihr vierjähriges Studium an der Akademie der Bildenden Künste in Stuttgart. Sie lernte unter den renommierten Künstlern Anton Kolig und Fritz von Graevenitz. Im Zweiten Weltkrieg leistete sie an drei verschiedenen Standorten Kriegsdiensteinsätze. Unter anderem war sie dort im Einsatz bei der Ernte (Menhardweiler) und in einem Kinderheim tätig (Warthegau). Die dritte Stelle absolvierte sie in der Waffenfabrik (Maulbronn). Als Bildhauerin arbeitete sie von 1955 bis 1959 innerhalb des Volksbildungswerkes in Freudenstadt. Ihrer Profession als Malerin kam sie in den Jahren 1975–1981 an einer Volkshochschule nach. Im Laufe ihres Lebens entwickelte sie sich zur freischaffenden Künstlerin.

## Werke
Hemberger schuf hauptsächlich Brunnen, Denkmäler, Wandbilder und restaurierte alte Kirchen. In diesen Bereichen arbeitete sie unter anderem mit Edelstahl und Glas. Einige Werke werden im Nachfolgenden aufgeführt:
- Bildhauerische Renovierung der Barockkirche (1945, Wiesensteig)
- Glasmosaik (1953, Stuttgart-Stammheim)
- Wandmalerei (1954, Breuninger-Schule Loßburg)
- Kriegerdenkmal in Sandstein (1954, Breuninger-Schule Loßburg)
- Wandbild aus Schmiedeeisen und Mosaik (1969, Fischerwerke Tumlingen)
- Renovierung und völlige Neugestaltung der katholischen Kirche (1994, Neuenbürg)
- Großplastik „Entfaltung“ aus Edelstahl, bemaltem Glas und Holz (2009, Freudenstadt)
- Großplastik „Form und Farbe“ Edelstahl (2011, Loßburg)

1987 erschien der Kunstband „Bildhauerei, Malerei, Graphik, Philosophie in Farbe und Form“, welcher das Leben und Schaffen von Margot Jolanthe Hemberger darstellt.

## Ehrungen
Margot Jolanthe Hemberger wurde mehrfach für ihr künstliches Schaffen ausgezeichnet:
- 1951 Württembergischer Jugendkunstpreis für Bildhauerei
- 1952 Württembergischer Jugendkunstpreis für Malerei
- 1998 Verdienstmedaille des Landes Baden-Württemberg (Umbenennung zu Verdienstorden seit 2009)
- 2011 Goldene Bürgermedaille der Stadt Loßburg